# Nữ thần hôn nhân
Nữ thần hôn nhân (tiếng Hàn: 결혼의 여신; Romaja: Gyeolhonui Yeosin) là một bộ phim hài tình cảm Hàn Quốc 2013 với sự tham gia của diễn viên Nam Sang-mi, Kim Ji-hoon, Lee Sang-woo, Lee Tae-ran, Kim Jung-tae, Jo Min-su, Kwon Hae-hyo, Jang Young-nam và Jang Hyun-sung. Phim chiếu trên SBS vào ngày 29 tháng 6 năm 2013, và kết thúc vào ngày 3 tháng 11 năm 2013, vào mỗi thứ 7 & chủ nhật lúc 21:50 gồm 36 tập.
Tại Việt Nam, phim từng được TVM Corp. mua bản quyền và phát sóng trên kênh HTV3.

## Phân vai
- Nam Sang-mi vai Song Ji-hye
- Kim Ji-hoon vai Kang Tae-wook [2]
- Lee Sang-woo vai Kim Hyun-woo
- Lee Tae-ran vai Hong Hye-jung
- Kim Jung-tae vai Kang Tae-jin
- Jo Min-su vai Song Ji-sun
- Kwon Hae-hyo vai Noh Jang-soo
- Jang Young-nam vai Kwon Eun-hee
- Jang Hyun-sung vai Noh Seung-so
- Jeon Guk-hwan vai Kang Man-ho
- Yoon So-jung vai Lee Jung-sook
- Baek Il-seob vai Song Nam-gil
- Kim Ki-chun vai Noh Hee-bong
- Sung Byung-sook vai Byun Ae-ja
- Kim Mi-kyung vai mẹ của Hyun-woo
- Yeon Woon-kyung vai mẹ của Hye-jung
- Lee Se-young vai Noh Min-jung
- Go Na-eun vai Han Se-kyung
- Kwak Hee-sung vai Pil-ho

## Giải thưởng và đề cử
| Năm  | Giải                         | Thể loại                                               | Người nhận     | Kết quả   |
| ---- | ---------------------------- | ------------------------------------------------------ | -------------- | --------- |
| 2013 | Korea Drama Awards lần thứ 6 | Hot Star Award                                         | Clara          | Đoạt giải |
| 2013 | SBS Drama Awards             | Top 10 Sao                                             | Nam Sang-mi    | Đoạt giải |
| 2013 | SBS Drama Awards             | Special Award, Actor in a Weekend/Daily Drama          | Jang Hyun-sung | Đoạt giải |
| 2013 | SBS Drama Awards             | Special Award, Actress in a Weekend/Daily Drama        | Jang Young-nam | Đoạt giải |
| 2013 | SBS Drama Awards             | Special Award, Actress in a Weekend/Daily Drama        | Yoon So-jung   | Đề cử     |
| 2013 | SBS Drama Awards             | Excellence Award, Actor in a Weekend/Daily Drama       | Kim Ji-hoon    | Đoạt giải |
| 2013 | SBS Drama Awards             | Excellence Award, Actor in a Weekend/Daily Drama       | Lee Sang-woo   | Đề cử     |
| 2013 | SBS Drama Awards             | Top Excellence Award, Actress in a Weekend/Daily Drama | Nam Sang-mi    | Đoạt giải |